# Baticles
Baticles (em grego: Βαθυκλής) foi um escultor jônico da Grécia Antiga, natural da Magnésia. Os espartanos encomendou a ele um trono de mármore para uma estátua de Apolo em Amicleia, cerca de 550 a.C., adornado com relevos e figuras ornamentais mitológicos e figuras de apoio independentes, foi descrita por Pausânias. Alguns fragmentos arquitetônicos — mas praticamente nenhuma das esculturas — foram recuperados.